# Karl August af Slesvig-Holsten-Gottorp
Karl August af Slesvig-Holsten-Gottorp (født 26. november 1706 på Gottorp Slot, død 31. maj 1727 i Sankt Petersborg) var en dansk-tysk prins, der var fyrstbiskop af Lübeck fra 1726 til 1727.
Han var søn af Christian August af Slesvig-Holsten-Gottorp og bror til kong Adolf Frederik af Sverige. Han døde 20 år gammel under en rejse til Sankt Petersborg, hvor han skulle forloves med den senere kejserinde Elisabeth af Rusland.